# Bracon flavomaculatus
Bracon flavomaculatus är en stekelart som beskrevs av William Harris Ashmead 1894. Bracon flavomaculatus ingår i släktet Bracon och familjen bracksteklar. Inga underarter finns listade.